# Чорноусов Борис Миколайович
Бори́с Микола́йович Чорноу́сов (Черноусов) (1908, місто Сизрань, тепер Самарської області, Російська Федерація — 2 січня 1978, Москва) — радянський державний діяч, голова Ради Міністрів РРФСР у 1949—1952 роках. Кандидат у члени ЦК ВКП(б) у 1939—1952 роках. Член Організаційного бюро ЦК ВКП(б) (10 березня 1949 — 5 жовтня 1952). Депутат Верховної ради СРСР 1—3 скликань.

## Біографія
Народився в родині залізничника. У 1923 році вступив до комсомолу. З 1924 року на комсомольській роботі в Сизрані, Ульяновську та Самарі: секретар комітету комсомолу підприємства в Сизрані, інструктор, завідувач відділу Ульяновського міського комітету комсомолу, інструктор Середньоволзького обласного комітету ВЛКСМ.
Член ВКП(б) з 1929 року.
Переїхав до Москви і працював з 1929 по 1930 рік слюсарем на заводі. З 1930 року вчився в Московському енергетичному інституті, який закінчив у 1935 році.
З 1935 по 1938 рік — інженер-електрик і начальник цеху Московського електрозаводу. У 1938 році — секретар партійного комітету Московського електрозаводу.
У 1938—1939 роках — 1-й секретар Сталінського районного комітету ВКП(б) Москви.
З 14 січня 1939 по 27 листопада 1948 року — 2-й секретар Московського обласного комітету ВКП(б).
З липня 1948 по березень 1949 року — завідувач відділу партійних, профспілкових і комсомольських органів ЦК ВКП(б).
З 9 березня 1949 по 20 жовтня 1952 року — голова Ради Міністрів РРФСР.
У жовтні 1952 року був знятий з усіх партійних посад та призначений директором Московського прожекторного заводу, де працював по 1955 рік.
У 1955—1957 роках — заступник міністра автомобільної промисловості СРСР.
З 1957 року — заступник начальника відділу Держплану СРСР, потім по 1964 рік — заступник начальника управління Ради народного господарства СРСР.
З 1964 по січень 1978 року — радник постійного представника СРСР у Раді Економічної Взаємодопомоги.
Помер 2 січня 1978 року. Похований на Новодівочому кладовищі в Москві.

## Нагороди
- орден Леніна
- два ордени Вітчизняної війни 1-го ст.
- орден Трудового Червоного Прапора
- медалі